# Історія Риксдагу

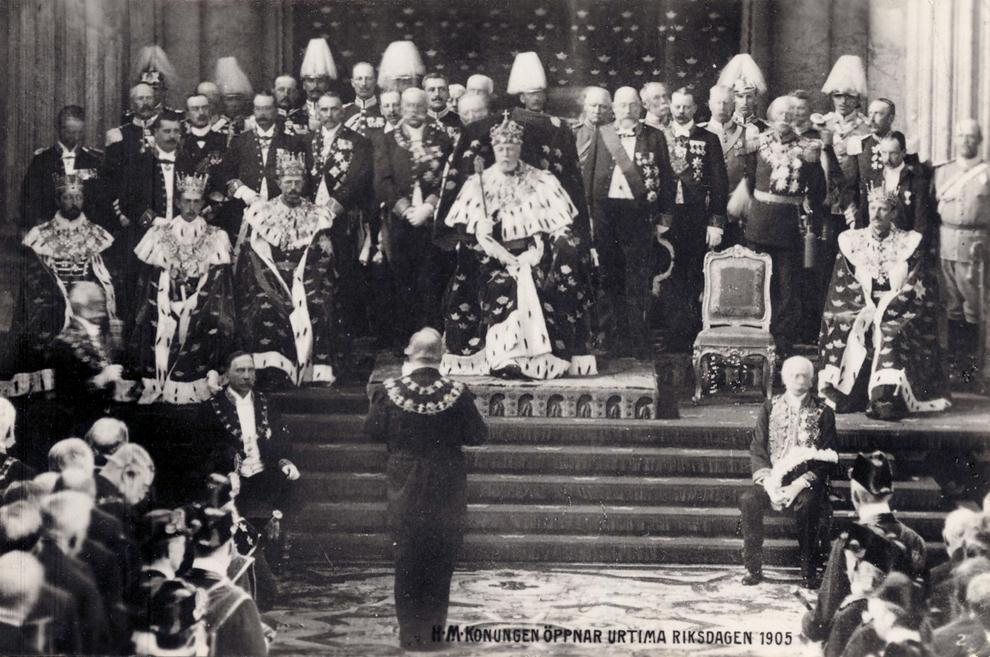
Король Оскар II під час урочистого відкриття Риксдагу в Тронному залі Стокгольмського палацу в 1905 році для виступу з трону. Цю щорічну церемонію було припинено в 1975 році.

Риксдаг є національним законодавчим органом Швеції .  Однак, коли вона була заснована в 1866 році, Швеція не мала парламентської системи правління. 
Національні законодавчі органи Естонії та Фінляндії також називаються риксдагом шведською мовою. 

## The Old Riksdag
Попередником сучасного Riksdog був риксдаг маєтків ( швед. Ståndsriksdagen швед. Ståndsriksdagen швед. Ståndsriksdagen швед. Ståndsriksdagen ).  Стародавнього походження в речах вікінгів, зустріч шведського дворянства в Арбоге , в 1435 році, вважається першим риксдагом.  Це неформальне представництво було закріплене у 1527 році королем Швеції Густавом I для включення представників усіх чотирьох станів , що історично відображало лінії поділу в шведському суспільстві: дворянство , духовенство , міщани та селянство.  Під інструментом уряду 1809 р. Риксдаг поділяв повноваження уряду з королем. 

## Новий Риксдаг
На підставі законопроєкту про виборчу реформу 1863 р. Селища проголосували в 1866 р. Про розпуск Риксдагу маєтків і заснування нового Риксдагу.  Новий Риксдаг був політичною асамблеєю з двома палатами, де члени були обрані на національних виборах. 
The revolution was that citizens could participate and vote in the elections without regard to which Estate they had hitherto belonged; instead there were new requirements on income or wealth, i.e. census suffrage. Despite the fundamental change in the principles of representation, the social composition of the Riksdag did not alter by much, and the system of government had not changed. Under the Constitution of 1809 the Riksdag still divided the powers of government with the King.

## Виникає демократія
З другої половини ХІХ ст., Коли був заснований Риксдаг, до початку ХХ століття шведське суспільство зазнало низку кардинальних змін, які вплинули на політичну систему.  Політичні вимоги, але також чистий економічний прогрес збільшили частку громадян, які мають право голосу, і мають прямий вплив на політичну систему.  Це, у свою чергу, також сприяло виникненню та зростанню політичних партій.  Риксдаг також зміг затвердити проти королівської влади, і де-факто парламентська система почала виникати.  Від загальних виборів 1921 року для чоловіків і жінок було запроваджено універсальну та рівноправну франшизу , і Риксдаг, нарешті, досягнув системи демократичного представництва для всіх громадян, яким у день виборів було не менше 23 років. 
Востаннє король намагався здійснювати політичну владу в лютому 1914 року, коли король Густав V виступив до 30 000 селян, присутніх на дворі королівського замку у Стокгольмі, що причиною зриву нинішнього ліберального кабінету на чолі з прем'єр-міністром Карла Staaff. Перед лицем народних хвилювань і завоювань лібералів і соціалістів на загальних виборах 1917 року цар нерішуче прийнято призначати новий Кабінет міністрів у відповідності з принципами парламентаризму. Головним завданням нового уряду було представити законопроєкти щодо демократизації. У голосуванні франшизи було поширене на всіх дорослих чоловіків у 1907 і жіноче виборче право , дали їм ті ж права в 1921. На цій Швеції була створена демократична і парламентська система правління.

## Конституційна реформа
In the 1960s debates intensified over constitutional reform in Sweden. The fundamental question was over the system of government. Even though a de facto parliamentary system was firmly established, somewhat similar to the situation in the United Kingdom, there were demands for a more democratic constitution. One of the main issues was whether the monarchy would survive  constitutional reform and this blocked the issue for a long time.
Починаючи з 1970 року, була узгоджена реформа Риксдагу.  Хоча це технічно не є частиною конституції, воно показало, що партії в риксдагу змогли домовитися про фундаментальні зміни політичної системи, що перетворило риксдаг з двопалатного законодавчого на однопалатний.  У 1974 році було вирішено, що кількість місць з 1977 року буде скорочено до 349. 

## Подарунок
У 1974 році був створений новий Інструмент уряду як життєво важлива частина Конституції та системи державного управління.  Монархія була збережена, тоді як монарх втратив весь формальний політичний вплив і став лише символічним главою держави.  Деякі з традиційних функцій глави держави були передані спікеру Риксдагу . 

## зовнішні посилання
- The history of the Riksdag [Архівовано 10 січня 2019 у Wayback Machine.]